# Аніфе Боданинська
Аніфе Боданинська (крим. Anife Bodaninskaya, 1890—1955) — кримськотатарська громадська й політична діячка, учасниця Мусульманського жіночого руху в Криму, делегатка Першого Курултаю кримськотатарського народу (1917) та одна з п'яти жінок, обраних до нього.

## Біографія та кар'єра
Аніфе Боданинська, уроджена Ісмаїл, народилася 1890 року в Акмесджиті. Мати — Фатма Ісмаїл. У 18 років одружилася з Алі Боданінським.

У листопаді 1917 року у Криму була висока політична активність, і жінки відігравали в цьому процесі помітну роль. У виборах делегатів Курултаю взяли участь понад 70 % кримських татар, зокрема й мусульманки. Було обрано 77 делегатів, з них п'ять жінок: Аніфе Боданинська (Сімферопольський повіт), Хатідже Авджи, Ільхаміє Тохтарова (Ялтинський повіт), Шефіка Гаспринська (Євпаторійський повіт) та Емінє Шабарова. Жінки брали активну участь у роботі Курултаю: виступали на його засіданнях із пропозиціями, брали участь в обговореннях і відкрито висловлювали власну позицію. У той час у складі Центральної Ради відсоток жінок-депутатів був у 2,5 раза менший, а в інших європейських країнах жінки були лише в парламентах Данії, Норвегії та Фінляндії. Так, кримські татари стали першою мусульманською нацією, яка надала виборчі права жінкам ще до впровадження таких норм у багатьох християнських країнах Європи. 

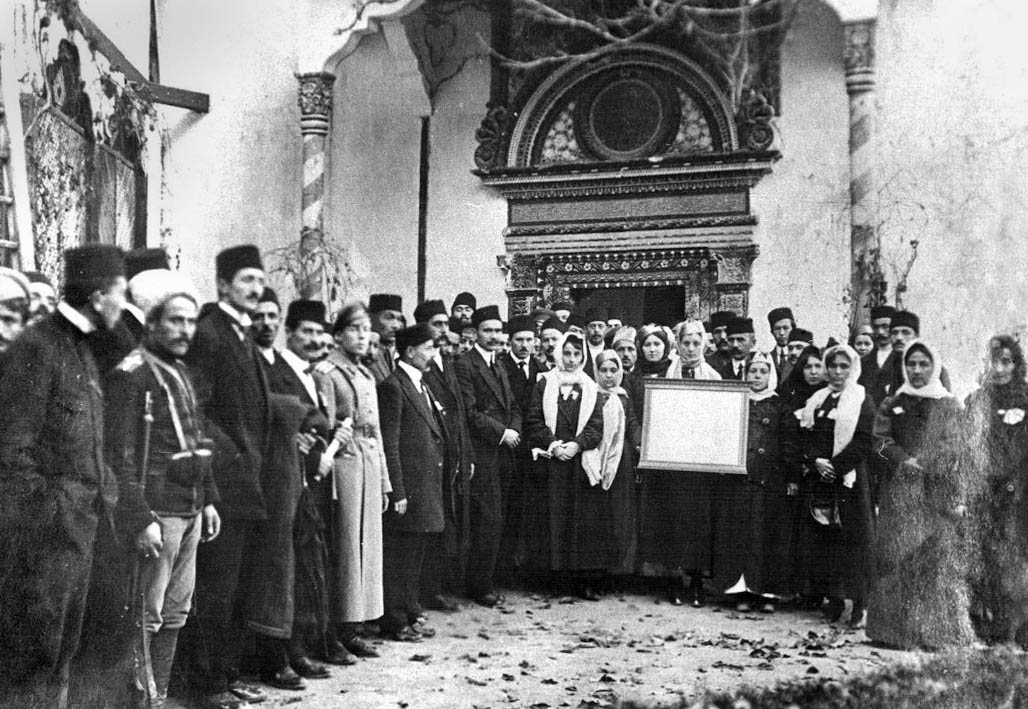
Учасники й учасниці Першого Курултаю кримськотатарського народу

Як учасниця Мусульманського жіночого комітету, Аніфе Боданинська також вела роз'яснювальну роботу серед мешканок Акмесджиту.
У лютому 1918 року брала участь у заходах з порятунку Номана Челебіджіхана зі севастопольської в'язниці. Восени 1919 року денікінська контррозвідка заарештовує кримськотатарських діячів. У цей час Алі Боданинський був не в Криму — разом з деякими іншими товаришами він пішов з більшовиками. Тому наприкінці серпня заарештували Аніфе Боданинську, щоб виманити з підпілля її чоловіка. У в'язниці вона захворіла на тиф. Через тяжкий стан після захворювання Аніфе Боданинську випустили з місця ув'язнення; вона врятувалась завдяки допомозі незнайомої жінки, яка надала їй притулок і догляд.
Після арешту будинок Боданинських був конфіскований і пограбований. Діти, які залишилися самі, тимчасово жили у сусідів, а згодом переїхали до Усеїна Боданинського, брата чоловіка Аніфе, в Бахчисарай. У наступні роки Боданинська не займалася громадською діяльністю — вона виховувала дітей, потім онуків. Саме завдяки їй онуки вчили народні пісні й заборонений гімн кримськотатарського народу — «Ант еткенмен».
У депортації Аніфе Боданинська опинилась у селищі Чинабад в Андижанській області. Померла 1955 року в місті Янгіюль.

## Родина
Чоловік Аніфе Боданінської, Алі Боданінський, був політичним і культурним діячем, а також членом Курултаю, як і дружина. Він загинув 1920 року. Подружжя мало чотирьох дітей:
- Сулейман — старший син, помер через хворобу.
- Ібраім (1909—1941) — загинув на Другій світовій війні.
- Саїде (1911—2013) — громадська діячка, літераторка. Була одружена з поетом Ешрефом Шем'ї-заде, мати Айдина Шем'ї-заде.
- Зорє (1906 *) — молодша донька.